# Serie 114 de Renfe
La Serie 114 de Renfe es una serie de trenes de alta velocidad de la empresa ferroviaria española Renfe Viajeros formada por 13 automotores eléctricos monotensión (25 kV) con vmax 250 km/h y ancho estándar (1435 mm). Son trenes destinados a servicios Avant (regionales de alta velocidad) y construidos por Alstom. Tienen características parecidas a las lanzaderas de la serie 104 construidas por los mismos fabricantes, pero la serie 114 deriva del ETR-600/610 de cuatro coches (M+R+M+M) (aunque sin pendulación), por lo que cada unidad tendría una longitud de 107,9 y ancho de 2,920 m. Una maqueta de este tren fue presentada en BCNRail en octubre de 2007, donde por primera vez se designó como Serie 114. Anteriormente, y de forma provisional, se le había asignado la Serie 105.

## Contrato y costo
Originalmente Renfe Operadora había adjudicado en febrero de 2004 al consorcio Alstom - CAF 30 unidades de esta serie por 350 M€. Sin embargo, Renfe Operadora firmó el 4 de marzo de 2006 con Alstom-CAF un contrato renegociado a 13 unidades. La renegociación del contrato supuso un aumento del costo por unidad, en € de diciembre de 2006, a 13.5 M€ (12.6 M€ en el contrato original) y de un costo por plaza a 56.896 € (de 53.165 € en el contrato original), estimación con 237 plazas, dato no confirmado. 
El elevado costo por plaza para un tren de Media Distancia, sólo un 20% más bajo que el de trenes de Alta Velocidad mucho más potentes y veloces (por ejemplo, la serie 103), y hasta un 50% más alto que el de otros trenes regionales de alta velocidad, como el Hitachi Class 395 (tren bitensión con vmax de 225 km/h), es probablemente la razón principal para que el contrato fuera renegociado y se redujera el pedido de 30 a 13 automotores. Al elevado costo por plaza contribuye el hecho de que los trenes de la Serie 114 sólo tienen cuatro coches, mientras que los Pendolinos ETR-600/610 para Trenitalia y Cisalpino cuentan con siete. 

## Servicios prestados
A partir del 12 de junio de 2011 empezaron a prestar servicio como Avant en la Línea de alta velocidad Madrid-Segovia-Valladolid con 8 servicios diarios en cada sentido, y desde 2022 prestan servicio entre Madrid-Puerta de Atocha y Puertollano como servicio Avant. 
Prestaron servicio entre Barcelona-Sants y Lérida Pirineos, con 6 servicios Avant diarios por sentido, haciendo parada intermedia en Tarragona, además de la relación entre Sevilla-Santa Justa y Granada con paradas intermedias en Córdoba, Antequera-Santa Ana y Loja, pero en dichos servicios se sustituyó el material por S-121 y S-104, respectivamente. También llegaron a prestar servicio como AV City en diversas relaciones, como Madrid Chamartín-Zamora antes de la desaparición de esta marca comercial.

## Incidentes notables
El 19 de octubre de 2024, sobre las 17:00 horas, una unidad sin pasajeros descarriló y volcó en el Túnel del Jardín Botánico. Como estaba vacío, no hubo desgracias personales, pero el descarrilamiento produjo el corte del túnel, que aún permanecía el 20 de octubre por la tarde. Se produjeron un gran número de cancelaciones en los trenes que comunican Madrid con la Comunidad Valenciana, la Región de Murcia, Albacete y Cuenca, de todas las operadoras de alta velocidad. Algunos trenes también han tenido que ser movidos a la estación de Madrid-Puerta de Atocha.El descarrilamiento se provocó de forma intencionada. El tren, que iba remolcado, se soltó del remolcador "e inicia un recorrido, digamos que en caída libre, por el túnel de Chamartín”, dijo el ministro de Transportes, Óscar Puente.
El impacto de la incidencia se agravó al combinarse con otra en la red de Cercanías. En torno a las 19:30h de la misma tarde, la circulación de todo tipo de trenes trenes fue interrumpida debido a la presencia de una "persona no autorizada" quien amenazaba con saltar a las vías. 